# L. Brent Bozell III

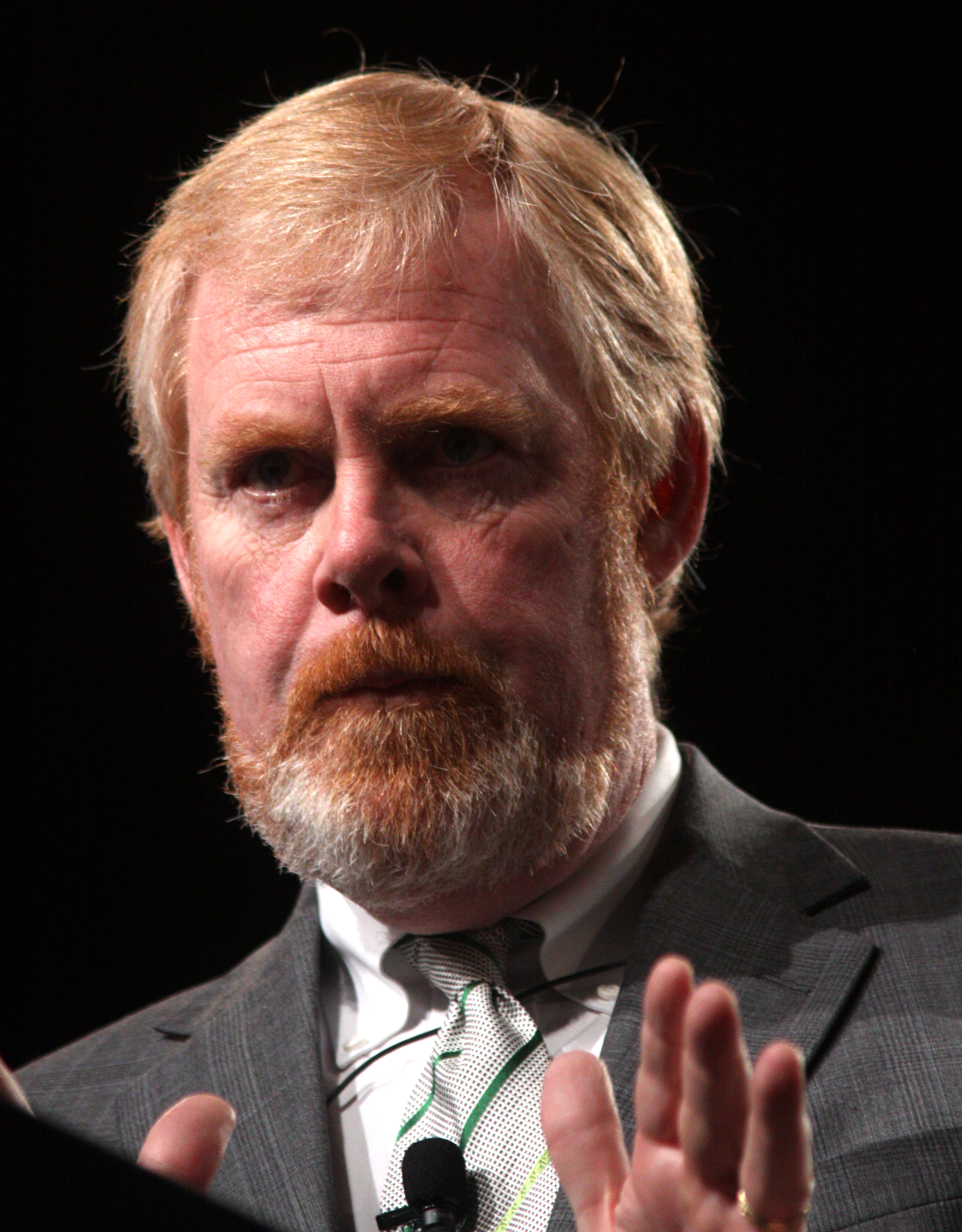
Brent Bozell falando em Phoneix, Arizona.

Leo Brent Bozell III (Alexandria, 14 de julho de 1955) é um escritor conservador e ativista estadunidense. Bozell é o fundador do Media Research Center.